# Olšany (okres Klatovy)
Obec Olšany (německy Wolschan) se nachází v okrese Klatovy, kraj Plzeňský. Žije zde 206 obyvatel.

## Historie
První písemná zmínka o obci pochází z roku 1227, kdy byla součástí panství patřícímu ženskému benediktinskému klášteru sv. Jiří na Pražském hradě, který založila mladší sestra knížete Boleslava II. Klášter na Práchensku vlastnil 7 dvorů.
Název obce je nejdřív uveden ve tvaru Olsaz, později Wolssany (Volšany). Od počátku 20. století je její úřední název Olšany (Olšan je v Čechách devět).

## Pamětihodnosti
- Boží muka

## Galerie

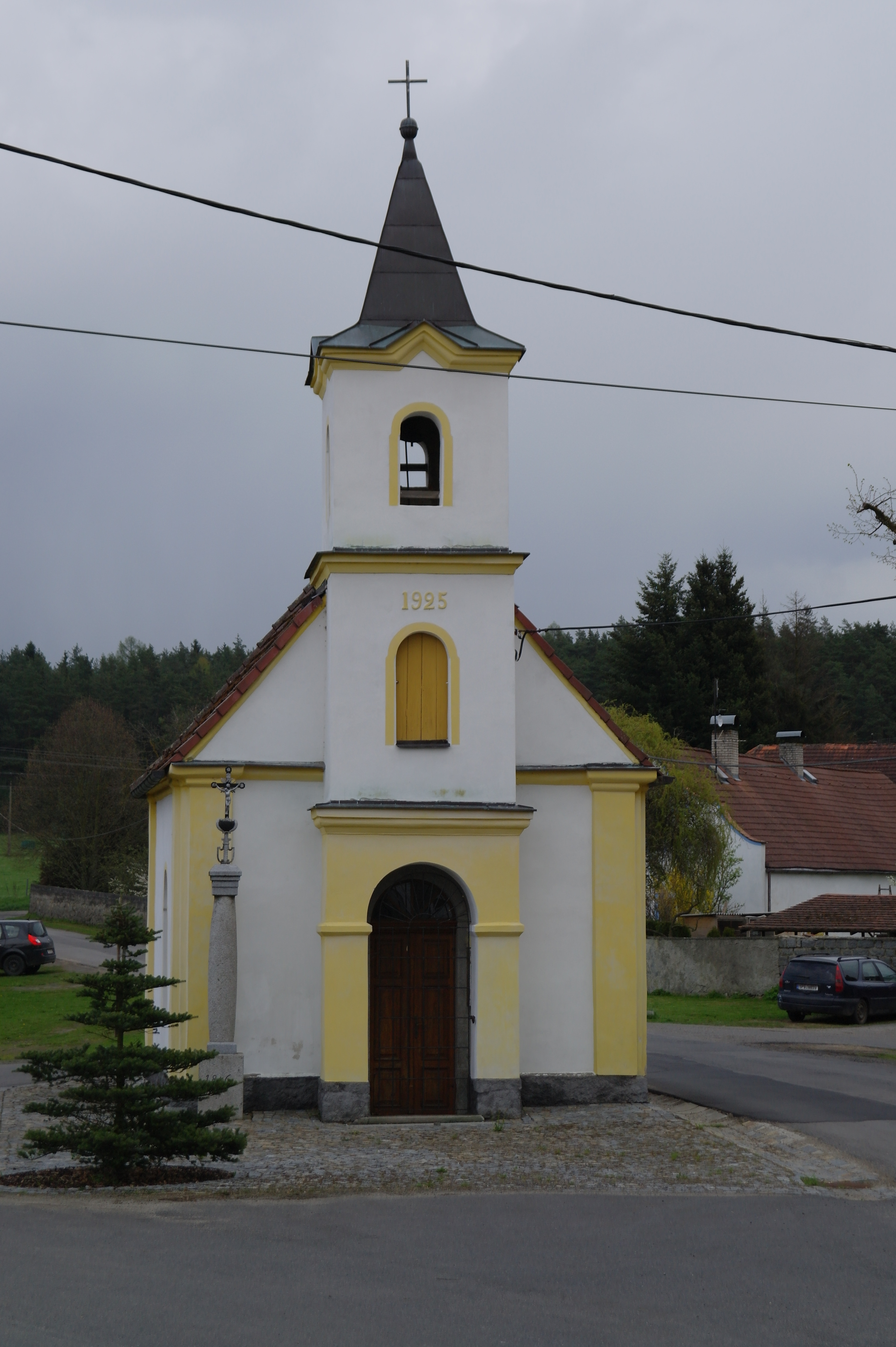
Kostel
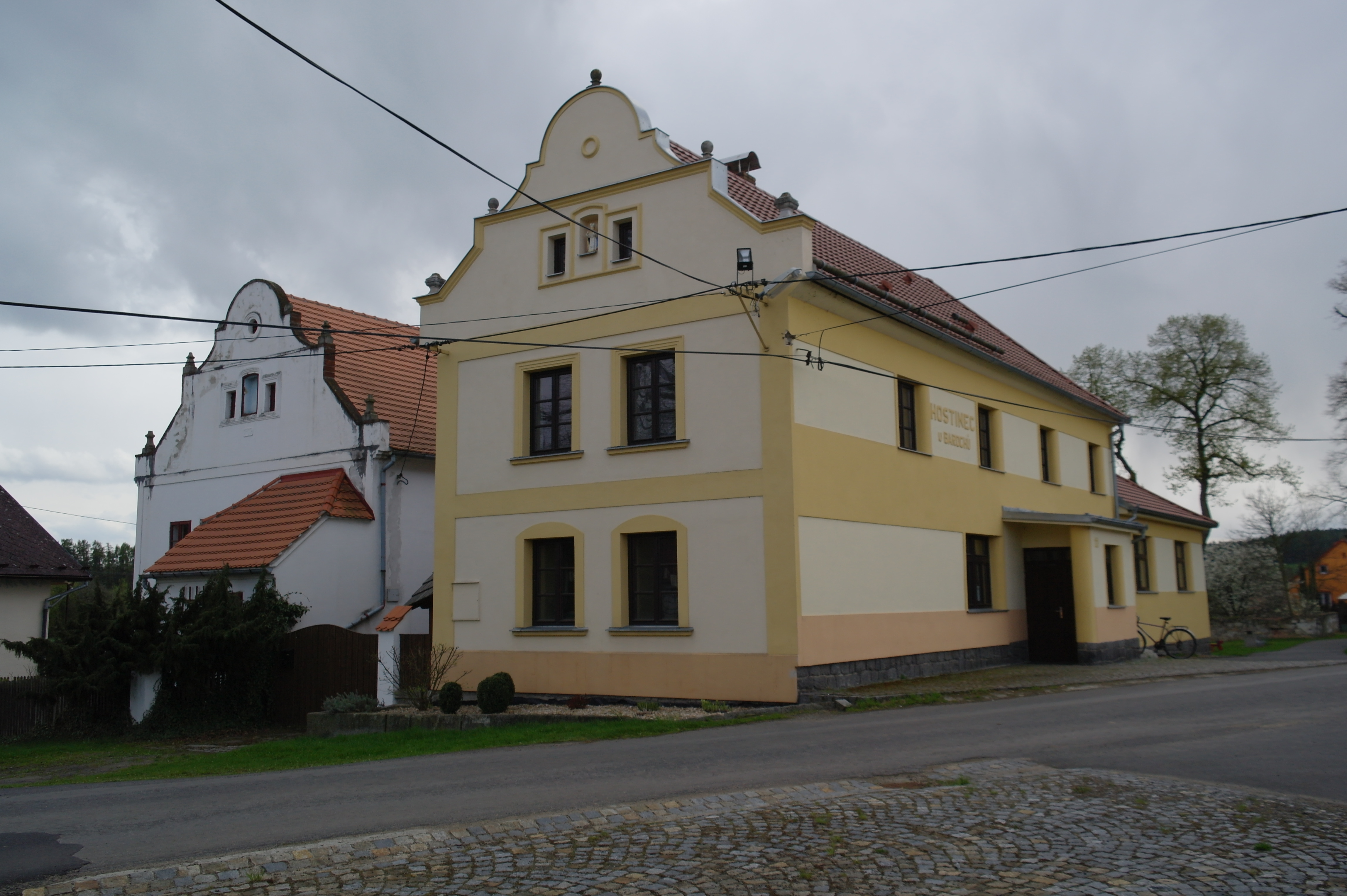
Olšanské domy
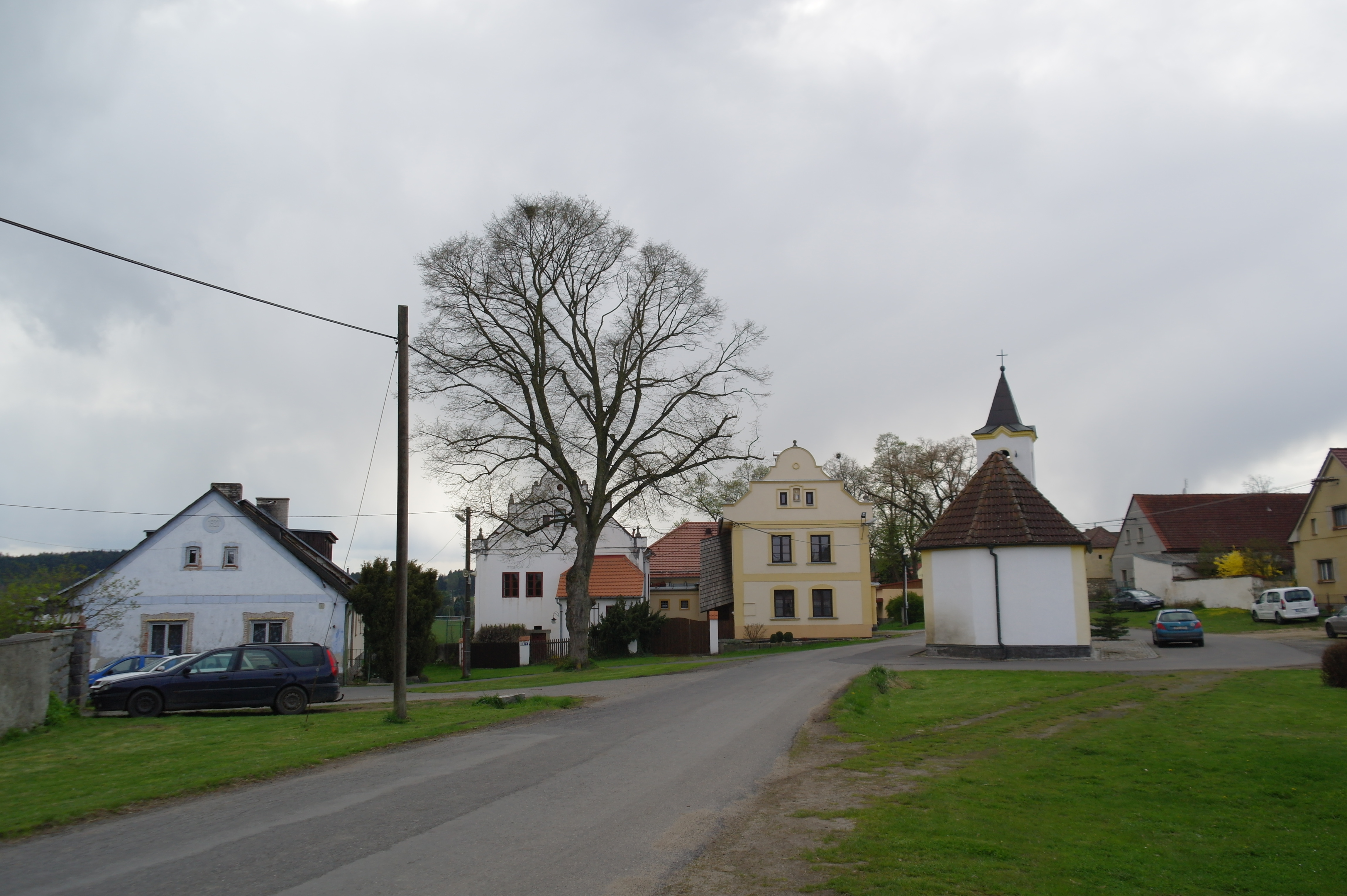
Náves